# Simon Cziommer
Simon Cziommer est un footballeur allemand, né le 6 novembre 1980 à Nordhorn en Basse-Saxe évoluant au poste de milieu de terrain.

## Biographie
Depuis qu'il a rejoint le FC Twente en 1999, il a marqué 28 buts dans différents clubs. Il a joué en Ligue des champions et en Coupe de l'UEFA. Étant un buteur milieu de terrain offensif, Simon Cziommer est également connu comme un bon dribbleur.
Cziommer est un milieu de terrain qui a été acheté par l'AZ Alkmaar de Schalke 04 juste avant le début de la saison 2006-2007. Pour la saison 2008-2009 il est prêté au FC Utrecht puis a signé un contrat avec le Red Bull Salzbourg le 22 juin 2009.
Le 31 juillet 2012 signe un contrat d'un an avec le club néerlandais Vitesse Arnhem. Après avoir été libéré par le Vitesse Arnhem, Cziommer s'est entraîné pendant un certain temps avec son ancienne équipe l'AZ Alkmaar. Le 2 septembre 2013, il signe au Heracles Almelo pour être le successeur de Lerin Duarte, qui a été vendu à l'Ajax Amsterdam.

## Carrière
| Saison                | Club                  | Championnat           | Championnat | Championnat | Coupe(s) nationale(s) | Coupe(s) nationale(s) | Compétition(s) continentale(s) | Compétition(s) continentale(s) | Compétition(s) continentale(s) | Total | Total |
| Saison                | Club                  | Division              | M.          | B.          | M.                    | B.                    | Comp.                          | M.                             | B.                             | M.    | B.    |
| 1999 - 2000           | FC Twente             | Eredivisie            | -           | -           | -                     | -                     | -                              | -                              | -                              | 0     | 0     |
| 2000 - 2001           | FC Twente             | Eredivisie            | 6           | 1           | -                     | -                     | -                              | -                              | -                              | 6     | 1     |
| 2001 - 2002           | FC Twente             | Eredivisie            | 15          | 3           | -                     | -                     | -                              | -                              | -                              | 15    | 3     |
| 2002 - 2003           | FC Twente             | Eredivisie            | 31          | 5           | 4                     | 0                     | -                              | -                              | -                              | 35    | 5     |
| 2003 - janvier 2004   | Schalke 04            | Bundesliga            | 2           | 0           | -                     | -                     | C4/C3                          | 6                              | 1                              | 8     | 1     |
| janvier 2004 - 2004   | FC Twente             | Eredivisie            | 13          | 3           | 3                     | 0                     | -                              | -                              | -                              | 16    | 3     |
| 2004 - 2005           | FC Twente             | Eredivisie            | 13          | 1           | 2                     | 2                     | -                              | -                              | -                              | 15    | 3     |
| 2005 - janvier 2006   | Schalke 04            | Bundesliga            | -           | -           | 1                     | 0                     | -                              | -                              | -                              | 1     | 0     |
| janvier 2006 - 2006   | Roda JC               | Eredivisie            | 15          | 8           | 4                     | 0                     | -                              | -                              | -                              | 19    | 8     |
| 2006 - 2007           | AZ Alkmaar            | Eredivisie            | 18          | 6           | 8                     | 9                     | C3                             | 5                              | 0                              | 31    | 15    |
| 2007 - 2008           | AZ Alkmaar            | Eredivisie            | 20          | 2           | -                     | -                     | C3                             | 5                              | 0                              | 25    | 2     |
| 2008 - 2009           | FC Utrecht            | Eredivisie            | 24          | 2           | 1                     | 0                     | -                              | -                              | -                              | 25    | 2     |
| 2009 - 2010           | Red Bull Salzbourg    | Bundesliga            | 26          | 6           | 3                     | 0                     | C1/C3                          | 11                             | 0                              | 40    | 6     |
| 2010 - 2011           | Red Bull Salzbourg    | Bundesliga            | 26          | 5           | 1                     | 0                     | C1/C3                          | 5                              | 0                              | 32    | 5     |
| 2011 - 2012           | Red Bull Salzbourg    | Bundesliga            | 18          | 0           | 3                     | 0                     | C3                             | 12                             | 1                              | 33    | 1     |
| 2012 - 2013           | Vitesse Arnhem        | Eredivisie            | 21          | 1           | 3                     | 0                     | C3                             | 2                              | 0                              | 26    | 1     |
| 2013 - 2014           | Heracles Almelo       | Eredivisie            | 25          | 2           | 2                     | 1                     | -                              | -                              | -                              | 27    | 3     |
| 2014 - 2015           | Heracles Almelo       | Eredivisie            | 26          | 0           | 1                     | 0                     | -                              | -                              | -                              | 27    | 0     |
| Total sur la carrière | Total sur la carrière | Total sur la carrière | 299         | 45          | 36                    | 12                    | -                              | 46                             | 2                              | 381   | 59    |

## Palmarès
FC Twente
- Vainqueur de la Coupe des Pays-Bas de football : 2001

 Schalke 04
- Champion de la Coupe Intertoto (1) : 2003

 Red Bull Salzbourg
- Champion d'Autriche (1) : 2010